# Иске-Юрт (Кукморский район)
Иске-Юрт (тат. Иске Йорт) — деревня в Кукморском районе Республики Татарстан, в составе Большекукморского сельского поселения.

## Этимология
Топоним произошёл от татарских слов «иске» (старый) и «йорт» (дом).

## География
Деревня находится на левом притоке реки Нурминки, в 10 км к северо-западу от районного центра — города Кукмора.

## История
Основание деревни Иске-Юрт (была известна также под названием Юлгуш) относят к XVII веку.
В сословном плане, в XVIII веке и вплоть до 1860-х годов жителей деревни причисляли к государственным крестьянам. Их основными занятиями в то время были земледелие, скотоводство, лесопильный, плотничный, шерстобитный, верёвочный промыслы.
По сведениям из первоисточников, в 1859 году в деревне действовала мечеть, в начале XX столетия — мечеть, мектеб, ветряная мельница, крупообдирка, 3 мелочные лавки.
В начале XX века в деревне работала валяльно-войлочная артель «Иль». В этот период земельный надел сельской общины составлял 717 десятин.
С 1930 года в деревне действовали  коллективные сельскохозяйственные   предприятия. С 1993 года деревня в составе коллективного сельскохозяйственного предприятия «Зур Кукмара», с 2000 — сельскохозяйственного производственного кооператива «Агрофирма Мирас», с 2016 — общества с ограниченной ответственностью «Урал».
До 1920 года деревня входила в Старо-Юмьинскую волость Мамадышского уезда Казанской губернии. С 1920 года в составе Мамадышского кантона ТАССР. С 10 августа 1930 года в Кукморском, с 1 февраля 1963 года в Сабинском, с 12 января 1965 года в Кукморском районах.

## Население
| 1859 | 1897 | 1908 | 1920 | 1926 | 1938 | 1949 | 1958 | 1970 | 1979 | 1989 | 2002 | 2010 | 2017 |
| ---- | ---- | ---- | ---- | ---- | ---- | ---- | ---- | ---- | ---- | ---- | ---- | ---- | ---- |
| 309  | 484  | 599  | 632  | 615  | 593  | 411  | 403  | 358  | 305  | 201  | 182  | 167  | 197  |

.
Национальный состав
По данным переписей населения, в деревне проживают татары.

## Экономика
Сельское хозяйство, специализация на полеводстве, мясном скотоводстве. В деревне действует сельскохозяйственное предприятие ООО «Урал».

## Инфраструктура
В деревне работает филиал Большекукморской средней школы (с 1927 г. как начальная), клуб (с 1969 г.), библиотека (с 1952 г.).

## Религия
С 2008 года в деревне действует мечеть.